# Aladin aneb To nezbytné
Aladin aneb To nezbytné (v německém originále Aladin, oder Das Nothwendige) je opera (singspiel) o jednom dějství českého skladatele Vojtěcha Jírovce na libreto Franze Castelliho podle povídky Nezbytné a přebytečné ze sbírky Le Caravanserail francouzského spisovatele hraběte Adriena de Sarrazina (která byla inspirována příběhy z arabské sbírky povídek Tisíce a jedné noci). Tato opera byla také hrána pod zkráceným názvem Aladin, případně rozšířeným Aladin aneb Nezbytné a přebytečné (Aladin oder Das Nothwendige (und das Überflüßige)) nebo též Aladin a Azalie (v německém originále Aladin und Azalie). Premiéru opery uvedlo 7. února 1819 vídeňské Divadlo u Korutanské brány (Theater am Kärntnertor).

## Vznik a charakteristika
Hrabě Adrien de Sarrazin (1776–1852) se proslavil sbírkou orientálních povídek údajně přeložených z perského rukopisu s názvem Le Caravansérail, které byly poprvé vydány roku 1811 a navozují atmosféru povídek z Tisíce a jedné noci. Získaly záhy popularitu a námět jedné z nich, zábavné morality Le Nécéssaire et le Superflu, se stal námětem pro jednu z řady drobných zpěvoher, které napsal Vojtěch Jírovec pro vídeňskou dvorní operu působící v Divadle u Korutanské brány, kde byl v letech 1804–1831 kapelníkem. Libreto napsal plodný autor veseloher, ale i operních libret Ignaz Franz Castelli (1781–1862), z jehož děl se nejvíce proslavilo libreto k singspielu Švýcarská rodina Josepha Weigla. Castelli však nepřiznaně nevycházel přímo ze Sarrazinovy povídky Le Nécessaire et le Superflu, nýbrž ze stejnojmenného francouzského komického vaudevillu, který napsali Théophile Marion Dumersan (1780–1849) a Armand d'Artois (vl. jm. Armand François Victor Dartois de Bournonville, 1788–1867) a který měl premiéru v pařížském Théâtre du Vaudeville dne 10. července 1813. Odtud pochází například postava vezíra Džafara, který se v povídce nevyskytuje. Rovněž děj Castelliho a Jírovcova singspielu sleduje francouzskou předlohu scénu po scéně. Původní jméno hlavního hrdiny (v Sarrazinově povídce Ademdaï, v Dumersanově a Dartoisově vaudevillu Arlequin) bylo nahrazeno jménem „Aladin“, které bylo obecenstvu známo a spolehlivěji navozovalo orientální atmosféru.
Autoři na plakátech a v tištěném libretu zavádějícím způsobem tvrdili, že vycházeli přímo ze Sarrazinovy povídky, což jim časopis Zeitung für die elegante Welt vyčítal stejně jako vypuštění slov „to přebytečné“ z názvu. Časopis Wiener Zeitschrift libreto přesto chválil: „Myšlenka, jak mnoho nadbytečného člověk pro své štěstí považuje jako bezpodmínečně nezbytné, […] je zde podána přehledně a důvtipně. Verše zpěvů jsou plynulé a prozaický dialogů je soustavně tak veselý a lehký, naplněný takovým vtipem, že velmi četná místa byla odměněna radostným potleskem.“ I lipský odborný hudební časopis Allgemeine musikalische Zeitung chválil přinejmenším námět opery jako „nanejvýše milý“.
Obdobně příznivě Wiener Zeitschrift posuzoval i Jírovcovo dílo: „Hudba je bohatá na melodie a milé nápady, s nenuceností tomuto skladateli vlastní. Za nejlepší zpěvní čísla se odvažujeme označit duet mezi Aladinem a Azelií, Azeliinu árii a dva tercety, z nichž jeden musel být opakován. Pan Jírovec byl na konci vyvoláván a vystoupil na jeviště.“ Podobně mluvil i Allgemeine musikalische Zeitug (i když Aladina označil jako „operetku“): „Hudba, skrznaskrz přátelská, příjemná, melodická a líbivá, zásadně přispěla ke šťastnému úspěchu celku; charakteristická předehra, dvě dueta, árie Aladina a Azelie, jakož i chalífova romance obecně oslovily; nádherný tercet tří mužských postav musel být opakován a Mistr byl na konci s nadšením vyvoláván.“ Zeitschrift für die elegante Welt považoval tuto operu za cenné obohacení repertoáru: „Jisté je, že takovéto žertovně zábavné malé opery náleží na naší scéně nikoli k nadbytečnostem, nýbrž k největším nezbytnostem. Jírovcova hudba sice obsahuje hodně reminiscencí, zvláště na Agnes Sorel, ale jsou to velmi příjemné upomínky.“ Později – při příležitosti premiéry Aladina ve Lvově – Wiener allgemeine Theaterzeitung tvrdil, že „[h]ned tak se nenalezne něco, v čem by hudba tak přesně přiléhavě a mile vyjadřovala obsah textu a vůbec celého děje, jako je tato opereta.“
V původní inscenaci podali podle listů Wiener Zeitschrift a Allgemeine musikalische Zeitung vynikající výkony jak představitel titulní role tenorista Franz Anton Forti, tak představitelka Azelie Anna Wranitzká, dcera skladatele Antonína Vranického; (osmnáctiletá pěvkyně patřila mezi Jírovcovy žačky stejně jako její starší sestra Karoline, která v roce 1816 zpívala titulní roli v Jírovcově Heleně). Zeitung für die elegante Welt psal: „Slečna Wranitzká (Azelie) byla nejen krásně oděna, ale i velmi mile zpívala, i když její kostým sklidil stejnou míru potlesku jako její zpěv.“
Kritikou chválená efektní árie Azelie vyšla v březnu 1819 v listu pro klavíristy „Musikalische Biene“, hudební vydavatelství vídeňského dvorního divadla vydalo i klavírní výtah celé opery a zvlášť některých čísel, místo libreta však byl vytištěn jen text zpěvních částí.

## Inscenační historie
V Divadle u Korutanské brány se Aladin hrál poměrně dlouho, ale zřídka; dosáhl celkem jedenácti představení, z nichž poslední se konalo 22. července 1823. V tomto roce se do opery pro zatraktivnění vložilo pas de deux Les folies d'Espagne od Josefa Mayfedera, tančily Amalia (Brugnoli-)Samengo a Marie Taglioni.
Hrál se i na jiných scénách, například v Lipsku (roku 1823, 5 repríz); podle kritiky „má milé melodie a instrumentace prozrazuje zkušeného divadelního skladatele […] přesto celek zdá se obecně neoslovil“. Dne 23. prosince 1826 měl premiéru v berlínském předměstském divadle, Königsstädtisches Theater. Podle ohlasů v tisku se velmi líbil; v roli Azelie vystoupila začínající operní hvězda Henriette Sontagová a noviny psaly, že v ní „vedle svých dalších předností okouzluje novým blyštivým tureckým oděvem“. Castelli Aladina již roku 1819 nabízel do Drážďan tehdejšímu královskému kapelníkovi Carlu Mariovi von Weberovi, ale ten ho nakonec neuvedl.
Aladin se prosadil rovněž v polštině; již 10. prosince 1819 měl polskou premiéru ve Lvově (německy se zde hrál poprvé 4. října 1819) a v roce 1820 a opět v roce 1835 ho nastudovalo městské divadlo v Krakově pod názvem Aladyn, czyli Nic więcej jak tylko to, co najpotrzebniejsze .
V českých zemích uvedlo tuto operu Městské divadlo v Brně. Premiéra se konala 4. srpna 1821 jako benefice kapelníka Josepha Platzera. Název byl pro tuto příležitost rozšířen na Aladin und Azelie, oder: Das Nothwendige, přičemž v takto zvýrazněné roli Azelie debutovala slečna Marie Schmidtová.

## Osoby a první obsazení
| osoba                                     | hlasový obor | premiéra (7. února 1819)                 |
| ----------------------------------------- | ------------ | ---------------------------------------- |
| Chalífa Hárún ar-Rašíd (Harun-al-Raschid) | bas          | Franz Siebert                            |
| Džafar (Giaffar), jeho vezír              | bas          | Sebastian Mayer                          |
| Aladin                                    | tenor        | Franz Anton Forti                        |
| Azelie                                    | soprán       | (Katharina) Anna Wranitzky (pozd. Kraus) |
| Otroci a otrokyně, chalífův doprovod      |              |                                          |
| Dirigent: Vojtěch Jírovec                 |              |                                          |

## Děj opery
(Odehrává se v Bagdádu počátkem 9. století.)
Moudrý chalífa Hárún ar-Rašíd často procházel městem v přestrojení, aby zjistil, jak jeho lid žije. Při jedné z těchto výprav ho přepadli lupiči a zachránil ho chudý nádeník Aladin, který je zahnal sukovicí. Chalífa se mu nedal poznat, ale rozhodl se, že se Aladinovi odvděčí. Vydal se za ním opět v přestrojení se svým vezírem Džafarem.
Chalífa a vezír vstupují do Aladinovy chatrče; chalífa se podivuje nad zjevnou chudobou, avšak míní, že obyvatel této chýše je možná šťastnější než on ve svém paláci: ani ohromné bohatství, ani úcta lidu, ani jeho sto žen mu nepřinesly štěstí. Džafar nepřikládá chalífovým stížnostem velkou váhu: není-li šťastný on, který k tomu má všechny důvody, pak není šťasten nikdo (č. 1 duet Džafara a chalífy Es schmucken Dich des Weltalls Kronen).
Oba muži nalézají Aladina v jeho chatrči. Ten právě ulehá k spánku a zdá se mu o tom, že se zbaví své bídy (č. 2 Aladinova píseň Breite deine sanften Flügel a rondo Schlafe, mein Aladin). Chalífa ho vzbudí a nabídne mu splnit všechna jeho přání pod podmínkou, že bude žádat jen to, co je nezbytné, a ne to, co je nadbytečné. Aladin je nejprve vyděšen, ale pak přijme cizince za svého strážného ducha. Dopočítá se, že mu k nezbytnému živobytí stačí jeden dirham denně. Host mu ho přislíbí a Aladina napadne, že by k nezbytnému živobytí potřeboval pořádné lůžko – a stůl a židle – a přece nemůže mít nový nábytek v této barabizně na spadnutí, potřeboval by nový domek (č. 3 duet Aladina a chalífy Ach, mein Glück ist ohne Grenzen!). Chalífa mu všechna tato přání slíbí splnit.
Poté však Aladin přijde na to, že k nezbytnostem pro muže patří žena. Chalífa tedy povolává Džafara, který se vydává za obchodníka s otroky, a ten Aladinovi předkládá katalog žen ze svého sortimentu. Aladinovi se ihned zalíbí krásná, mladá a velmi drahá Azelie a objednává si ji na účet svého „strážného ducha“ (č. 4 tercet Aladina, Džafara a chalífy Wozu soll ein Serail mir nützen … Eile, o eile).
Poté Aladin toužebně čeká, až mu Džafar přivede skutečnou Azelii. Když se tak stane, je Aladin očarován její krásou. Zato Azelie je zděšena: doufala, že se dostane do harému nějakého boháče, snad samotného chalífy, a místo toho se ocitla v chudákově chatrči (č. 5 rondo Bald wird die Theure kommen a tercet Aladina, Džafara a Azelie Blick auf, sollst Deine Schöne sehen).
O samotě si pak Azelie zoufá nad svými zklamanými očekáváními, které nenahradí ani Aladinova láska. Aladin ovšem přesvědčil chalífu, že vyhovět jeho milované bytosti je pro něho zcela nezbytné. Na chalífův pokyn se proto otevírá zadní stěna chatrče; je vidět krásnou zahradu u honosného domu a přichází průvod otroků a otrokyň v čele s honosně oděným Aladinem a přinášejí Azelii dary a šperky (č. 6 recitativ a rondo Azelie Zwar liebt mich dieser Aladin … Reiche Gewänder!). Azelie nyní vyznává Aladinovi lásku a strojí se ke své a jeho potěše (č. 7 arieta Azelie a Aladina Wirst sehen, wie ich mich kleide).
Chalífa se domnívá, že nyní snad už má Aladin všechno, co potřebuje, ale přepočítal se. Aladin si při pohledu na svou krásnou ženu uvědomuje, že bude potřebovat houf kleštěnců, kteří by mu ji hlídali. Chalífa mu i toto přání splní, ale Aladinovi to nestačí. Nyní zjišťuje, že chatrč jeho souseda brání ve výhledu, a chce ji získat a odstranit. Chalífa ho upozorňuje, že je to jediný majetek, který jeho bohabojný a skromný soused má (č. 8 chalífova romance In den kleinen, niedern Hütte), ale Aladin si nedá říci. Je ochoten za chatrč vyplatit dvojnásobek její ceny, ale musí ji mít. „Strážný duch“ mu tedy radí, aby si nucený odkup vyžádal u chalífy, který je právě poblíž na lovu. 
Zato Azelie je nyní spokojena. Domnívá se, že má Aladina pro sebe (č. 9 árie Azelie Wen keine Sorgen drücken). Aladin je její péčí a oddaností okouzlen a napadá ho, že ještě lepší by bylo mít takových žen alespoň tucet. U Azelie se tato myšlenka nesetkává s pochopením (č. 10 duet Aladina a Azelie Der Weiber Schmeicheln, Kosen).
Jejich spor přeruší příchod chalífy a jeho průvodu. Aladin v něm poznává svého „Strážného ducha“ a těší se, že mu bude chalífa v jeho při o sousedovu chatrč nakloněn. Hárún ar-Rašíd ale uzří Azelii a nařídí ji odkoupit za dvojnásobek ceny pro svůj harém. Aladin je šokován a konečně uzná, jak bláhově se choval. Mezi ním a Azalií opět zavládne smír (č. 11 duet Aladina a Azelie Das Glück kehrt bei uns ein). Chalífa jim důrazně připomíná, že vše nezbytné už mají a musí se s tím spokojit. Nedá se spoléhat na lidskou povahu; i ten, kdo má všechno, touží po něčem víc a má to za nezbytné, nikdy za nadbytečné (č. 12 závěrečný zpěv Der Mensch har unersättliche Begierden).